# Кунц, Конрад Макс
Конрад Макс Кунц (нем. Konrad Max Kunz; 30 декабря 1812, Швандорф, Верхний Пфальц — 3 августа 1875, Мюнхен) — баварский камермузыкант, композитор, автор популярных вокальных квартетов, фортепианной музыки. Дирижёр, хормейстер королевской оперы.
Конрад Кунц изучал в Мюнхене одновременно медицину и музыку, в итоге верх одержало последнее, став профессиональным музыкантом. 
Конрад Макс Кунц был членом «Гильдии гражданских певцов Мюнхена», дирижировал в мюнхенском мужском любительском хоровом обществе. В 1845 году назначен хормейстером придворной оперы. 
В 1860 году Конрад Кунц написал мелодию «Гимна баварцев» (нем. Bayernhymne), впоследствии ставший официальным символом Свободного государства Бавария.
Кунц написал множество популярных в Баварии и в Германских землях квартетов для мужских голосов, например «Морозный лён» (нем. Eislein), «Один, бог битвы» (нем. Odin, der Schlachtengott) и других. Кроме того им написана сатирическая брошюра «Die Gründung der Moosgau-Brüderschaft Moosgrillia», а также 200 непродолжительных 2-голосных канонов (op. 14) таких как канон «Карусель», «Волчок».